# Fèlix III
Fèlix III (? - Roma, 1 de març de 492), sovint també anomenat Fèlix II, fou escollit papa el 13 de març de 483. Fou un aristòcrata romà, fill d'un sacerdot. Va tractar d'establir la pau amb Orient. Va tenir dos fills, al seu torn ancestres dels papes Agapit I i Gregori I. Actualment es considera el Papa Fèlix II un antipapa, però quan va accedir al pontificat Fèlix III no se'l reconeixia com a tal. Per tant, el segon Papa Fèlix reconegut actualment per l'Església Catòlica ostenta l'ordinal III, circumstància que també afecta el Papa Fèlix IV.

## Biografia
Fèlix va néixer en una família senatorial romana, els Anicia; fill d'un clergue, sembla que abans d'accedir als ordes sagrats, estava casat i hauria tingut un fill, Gordià, que seria pare del futur papa Agapit I i de Palatí, que pel seu costat va ser pare d'un segon Gordià i avi del Papa Gregori I.
En realitat de Fèlix, que va rebre el títol cardenalici de Fasciolae, no se sap res amb seguretat fins que va succeir el papa Simplici el 483.
L'elecció del Papa es va dur a terme a la pràctica amb l'elecció feta pel poble de Roma i la ratificació imperial, però, com que ja no existia l'emperador d'Occident, va ser Odoacre qui reivindicà aquest dret per a sí. Per tant, envià a Roma el funcionari Cecina Basili, que es va presentar amb un decret, signat deia ell pel Papa Simplici, on prescrivia que l'elecció d'un Papa s'havia de fer a partir d'ara amb l'assistència de delegats regals. Ningú es va oposar al suposat decret i després de les consultes es va elegir a Fèlix, que va ser consagrat el 13 de març del 483.

### L'heretgia monofisita
En aquest moment l'Església encara era a la meitat del seu llarg conflicte amb l'heretgia d'Eutiques. L'any anterior l'emperador Zenó, a suggeriment del Patriarca de Constantinoble Acaci, havia emès un edicte conegut com a Henotikon (o "Acte d'unió") en el qual va declarar que cap símbol d'una fe diferent als establerts a Nicea, amb les addicions del 381, podria ser reconegut. L'edicte va ser interpretat com una obligació de la reconciliació entre catòlics i els eutiquians, però va causar un conflicte més greu que mai i dividí l'Església d'Orient en tres o quatre faccions. En un moment en què els catòlics van rebutjar el decret, l'emperador va substituir als patriarques d'Antioquia i d'Alexandria. Pere Ful·ló, un conegut monofisita, es va instal·lar a la seu d'Antioquia i Pere Monge ocupà la d'Alexandria. En el seu primer sínode Fèlix excomunicà a Pere Ful·ló, que també va ser condemnat per Acaci en un sínode a Constantinoble. El 484 Fèlix també va excomunicar a Pere Monge, un acte que va donar lloc a un cisma entre Orient i Occident i no es va recomposar durant els propers 35 anys. Pere Monge, però, es congracià amb l'emperador i Acaci signant l'Henotikon i, per a disgust de molts bisbes, va ser readmès a la plena comunió per Acaci.
Fèlix, després d'haver convocat un nou sínode, va enviar llegats a l'emperador i al patriarca Acaci ordenant que Pere Monge va haver de ser expulsat d'Alexandria i Acaci havia de presentar-se a Roma per explicar la seva conducta. Els llegats, però, van ser detinguts, empresonats i més tard, sota la pressió d'amenaces i promeses, van entrar en comunió amb heretges introduint el nom de Pere Monge a la lectura dels sagrats díptics . Quan la seva traïció va ser anunciat a Roma per Simeó, un dels monjos Acaemeti, Fèlix va convocar un sínode de 77 bisbes a la basílica del Laterà, que excomunicà Acaci i els llegats papals. Recolzat per l'emperador, Acaci ignorà l'excomunió, el Papa va eliminar el nom dels díptics sagrats i va romandre a la seva seu fins a la seva mort, que es va produir el 489. El seu successor Fravita, va enviar missatgers a Fèlix amb la seguretat que no havien estat en comunió amb Pere Monge, però quan el Papa entengué que això era una mentida, el cisma va continuar. Pere, que mentrestant ja havia mort Etim, el successor de Fravita, va intentar tornar a la comunió amb Roma, però el Papa es va negar, ja que el nou bisbe no va eliminar els noms dels seus dos predecessors dels díptics sagrats. El cisma, conegut com a Cisma Acacià, no va acabar fins al 518, durant el regnat de Justinià I.

### L'heretgia arriana
A l'Àfrica, el vàndal Genseric i el seu fill Huneric havien perseguit a l'Església durant més de 50 anys i havien obligat a molts a catòlics a marxar a l'exili. Quan es va restablir la pau, molts dels que per por havien caigut en l'heretgia i s'havien rebatejat arrians, desitjaven tornar a l'Església. Com que van ser rebutjats pels que havien romàs lleials, van apel·lar a Fèlix, qui va convocar a un sínode del Laterà el 487, i va enviar una carta als bisbes d'Àfrica en la que explicava les condicions en què podrien ser readmesos en l'Església.
Fèlix va morir el 492, després de 8 anys, 11 mesos i 23 dies de regnat. Va ser enterrat a la tomba de la família de la basílica de Sant Pau Extramurs.
Fèlix de Anici, que en vida no tenia número, hauria d'haver portat el nom pontifícial de Fèlix II, car Fèlix II, arrià, va ser antipapa contra Liberi. No obstant això, atès que l'antipapa Félix II va ser confós amb el mateix nom de San Fèlix Màrtir, venerat per l'Església Catòlica com a sant, durant molts segles també es va considerar en la numeració.

## Culte
La memòria litúrgica de Sant Fèlix III cau l'1 de març.